# Lithométéore

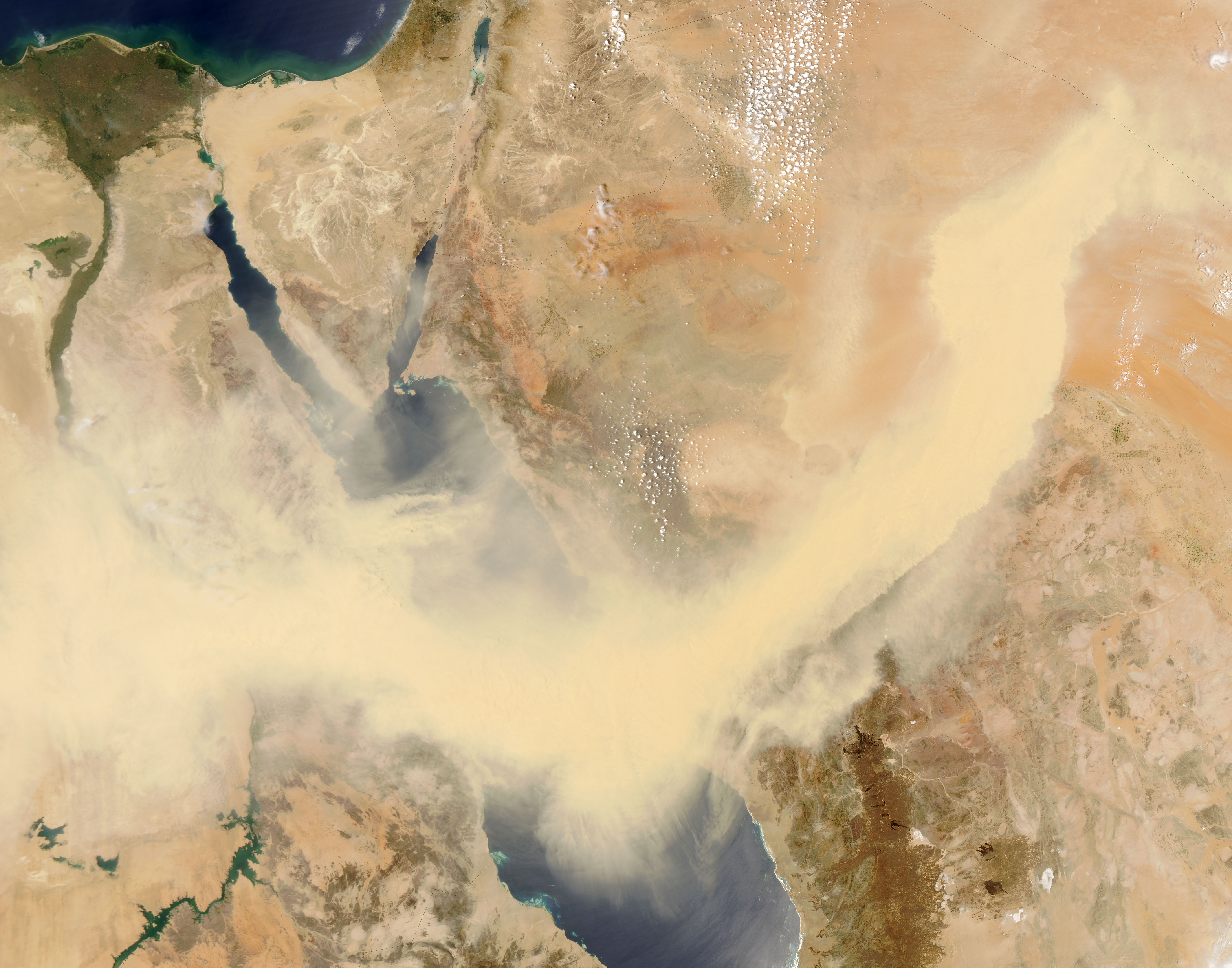
Exemple de lithométéore : un nuage de sable au-dessus de la mer Rouge.

Un lithométéore est un phénomène atmosphérique transportant des matériaux solides, glace exceptée, dans l'atmosphère. Le nom vient de l'élément lithos du grec ancien pour « pierre », et du latin médiéval meteora pour « élevé dans les airs ».

## Source
Les lithométéores les plus courants sont la poussière, le sel et le sable soulevés par le vent ainsi que les émissions solides des volcans.

### Cas particulier
Les météorites sont des débris d'origine extraterrestre traversant l'atmosphère et ne sont qu'une infime portion des lithométéores.

## Effets
Toutes les particules maintenues en suspension par la circulation atmosphérique réduisent la visibilité.
Les phénomènes les plus courants associés avec les lithométéores sont :
- la brume sèche : impuretés solides, faisant par exemple suite à un vent dit chasse-poussière : particules de poussière ou de sable soulevées par un vent fort à une faible hauteur ;
- la brume de sable : majoritairement constituée de sable, faisant suite à une tempête de sable, un vent violent qui érode les sols sableux et soulève du sable jusqu'à de grandes hauteurs ;
- le mur de poussière ou de sable : partie frontale d'une tempête de poussière ou de sable ;
- le tourbillon de poussière ou de sable, colonne tourbillonnante entraînant des particules de poussière ou de sable ;
- un déficit de pluviométrie.

## Sémantique
Les météoroïdes quand ils entrent dans l'atmosphère, formant une étoile filante, peuvent être aussi qualifiés de lithométéores. Par exemple Émile Biémont en 1997, conformément à la classification de l'OMM, définit les lithométéores comme des « étoiles filantes et météorites, brumes sèches, brumes de sable et tempêtes de poussière ».